# Thessalische Eisenbahnen

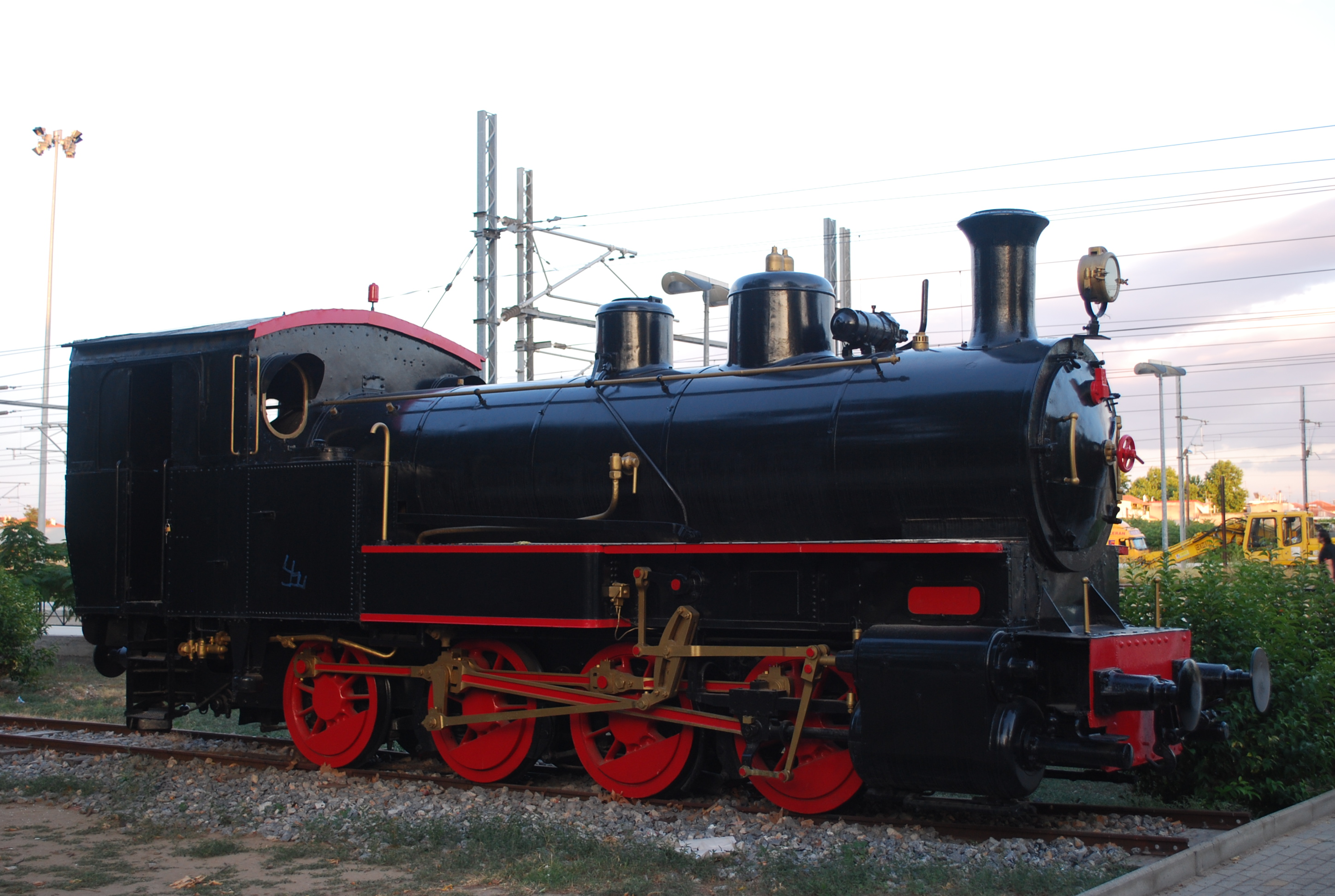
Meterspurige Denkmallokomotive in Larisa

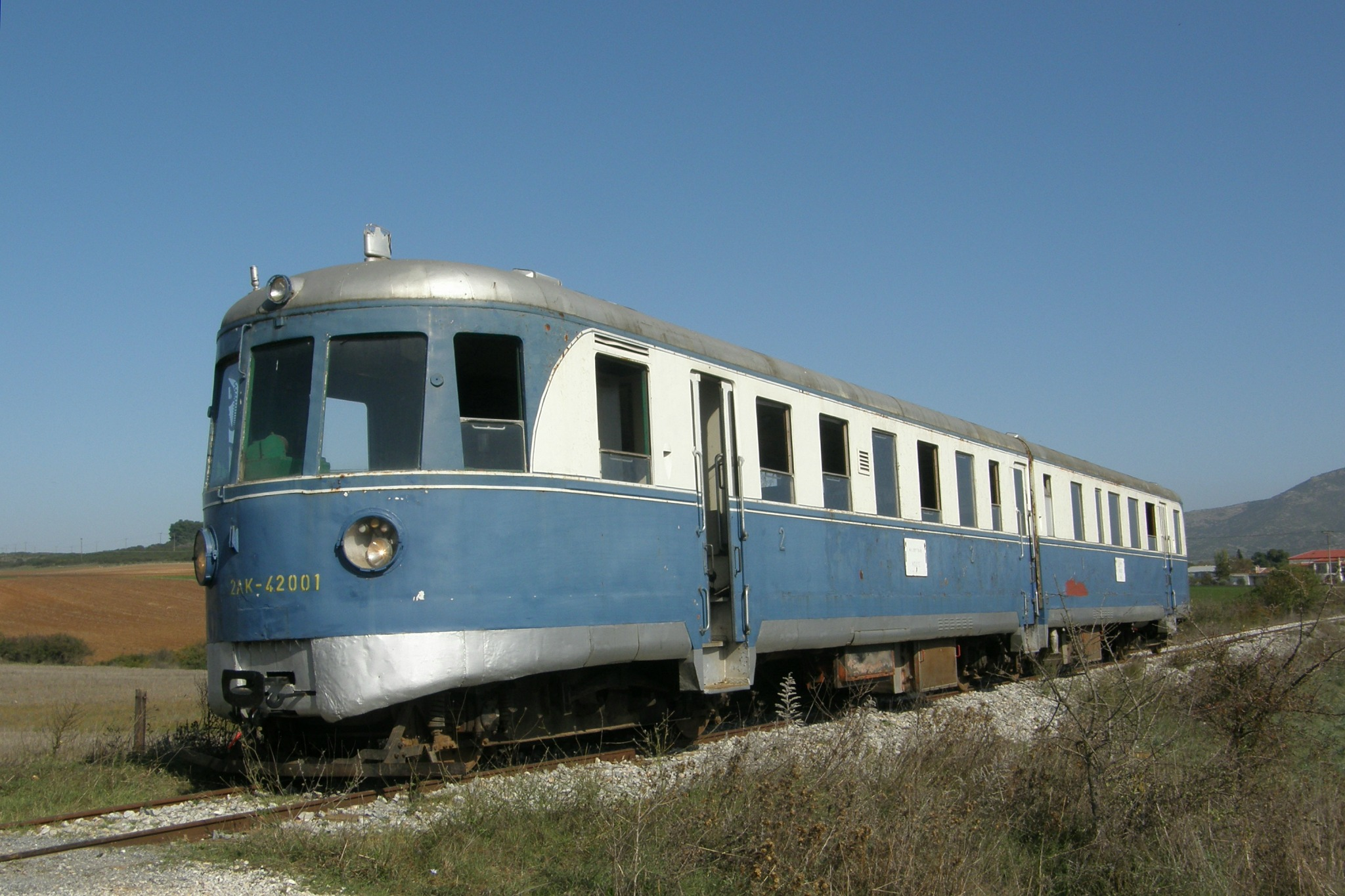
Museumstriebwagen bei Aerinio

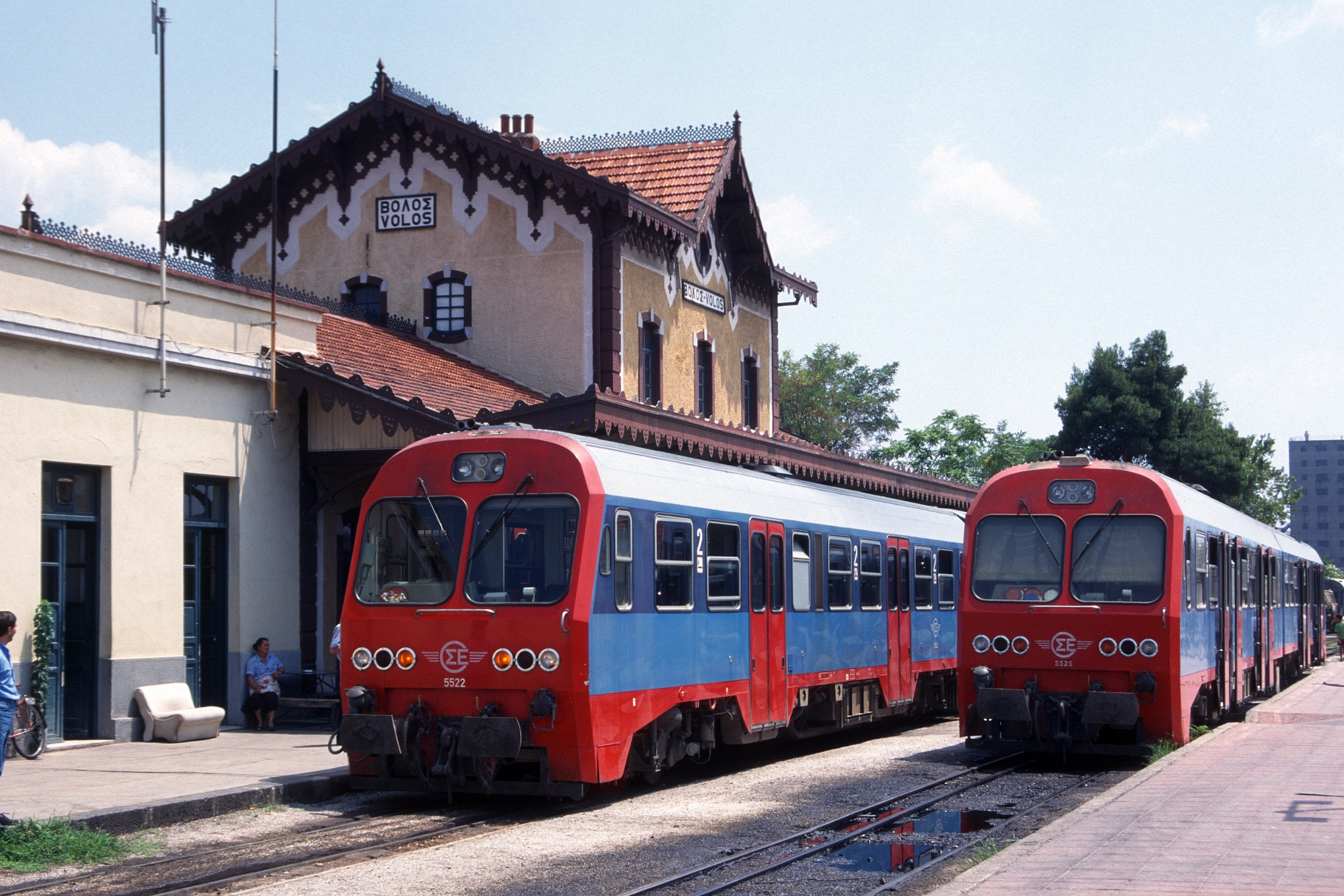
Zwei Meterspurtriebwagen auf Dreischienengleisen in Volos, 1995

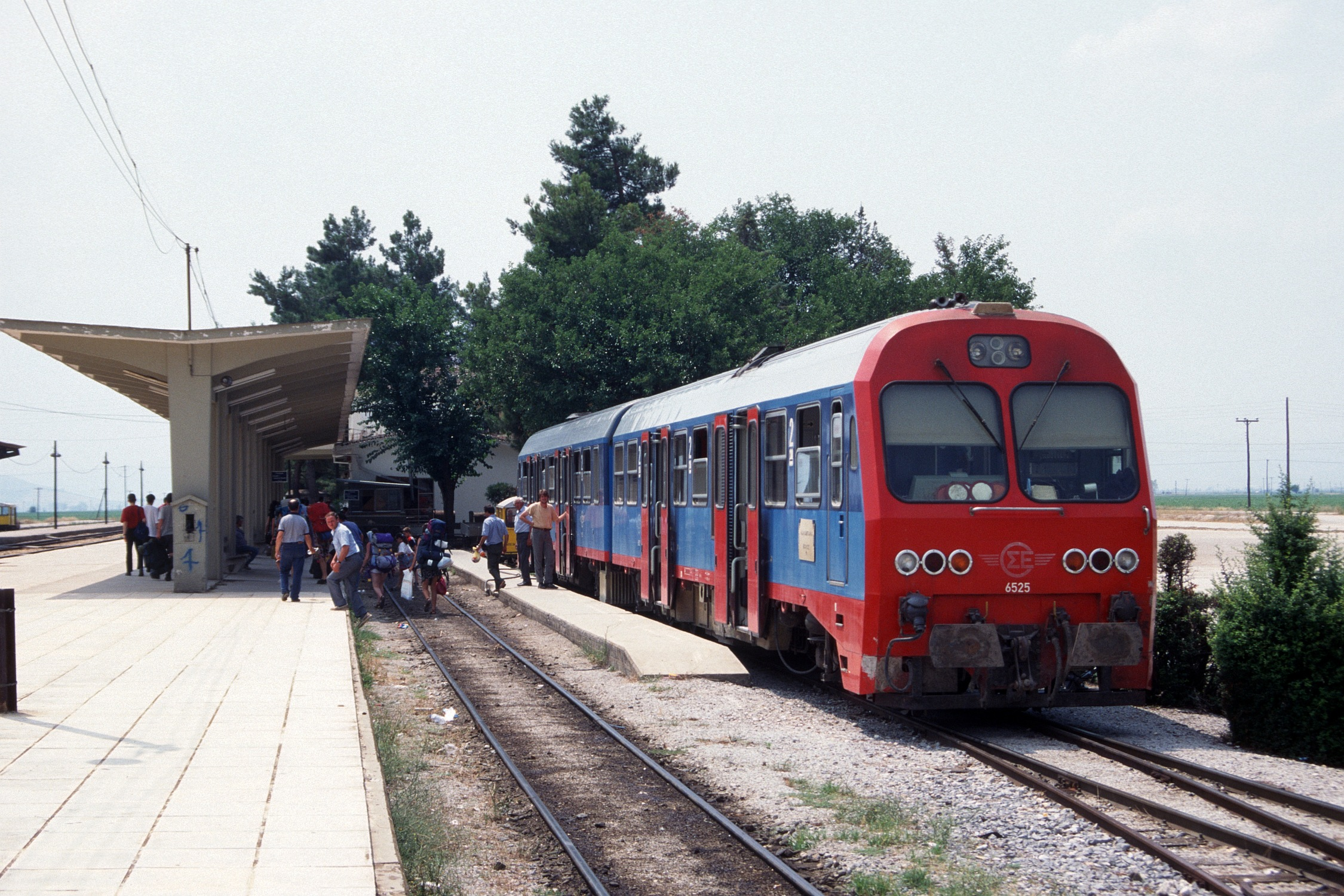
Schmalspurbahnsteig im Bahnhof Paleofarsalos

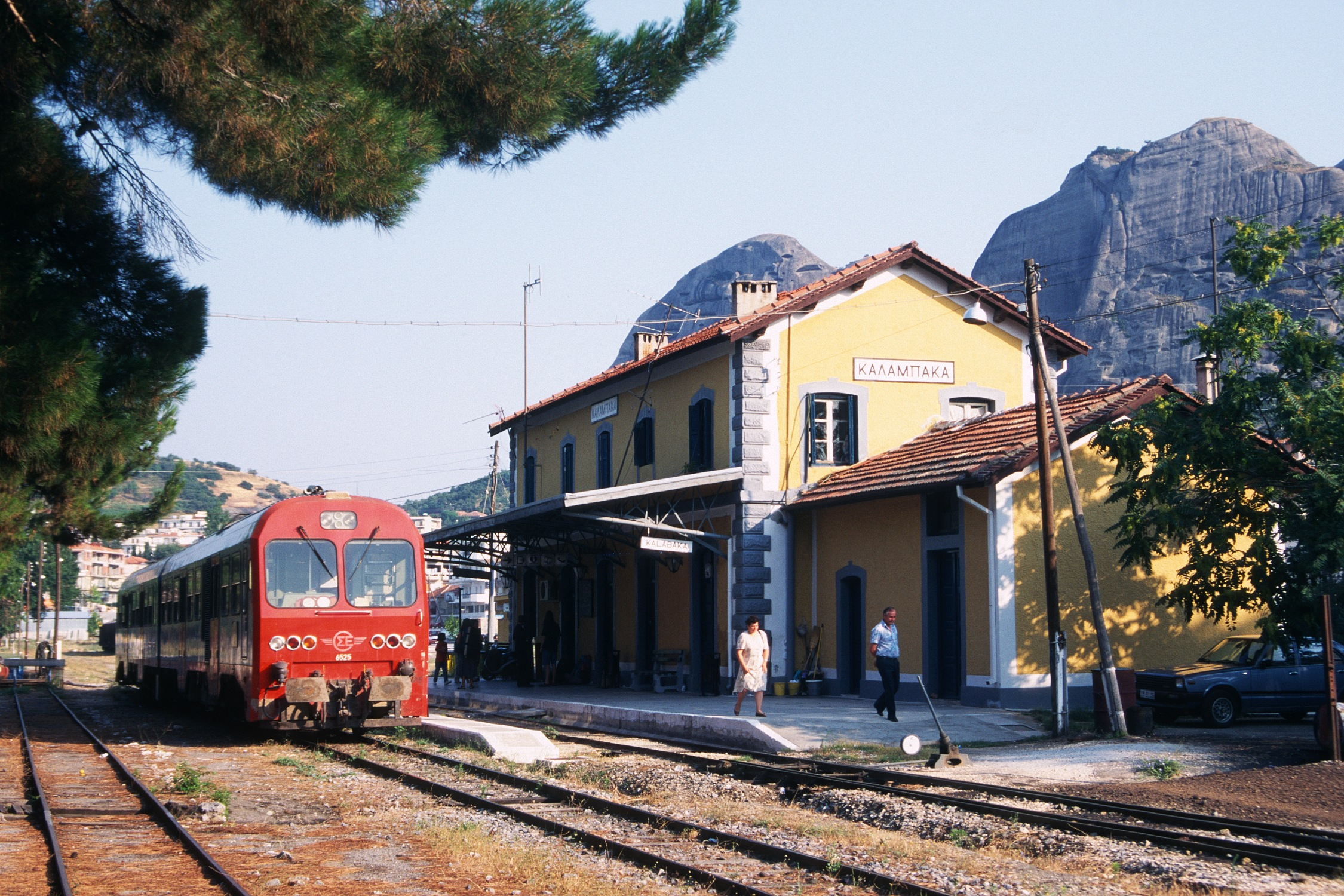
Bahnhof Kalambaka mit den Felsen von Meteora, vor dem Umbau auf Normalspur

Die Thessalischen Eisenbahnen (griechisch Σιδηρόδρομοι Θεσσαλίας Sidiródromi Thessalías) waren eine private griechische Eisenbahngesellschaft. Sie erbauten und betrieben ein von Volos in Thessalien ausgehendes schmalspuriges Eisenbahnnetz. Zwei meterspurige Strecken führten ursprünglich nach Larisa und Kalambaka, die Pilionbahn in Spurweite 600 mm führte nach Milies auf der Halbinsel Pilion.

## Geschichte

### Anfänge
Nach der Übernahme Thessaliens vom Osmanischen Reich durch Griechenland 1881 sollte die Erschließung der neuen Provinz vorangetrieben werden. Zu diesem Zweck wurden am 25. Oktober 1882 mit französischem Kapital die Thessalischen Eisenbahnen gegründet. Im September 1883 begann der Bau der Bahnstrecke Volos–Larisa. Sie verband den einzigen Hafen Thessaliens, Volos, mit seiner damaligen Provinzhauptstadt, Larisa. Am 21. April 1884 war die 61 km lange Strecke fertiggestellt. Die zweite Strecke zweigte in Velestino, 19 km westlich von Volos ab. Sie war 142 km lang und wurde in fünf Etappen eröffnet:
- Velestino–Farsala, 13. November 1884
- Farsala–Sofades, 30. Juni 1885
- Sofades–Karditsa, 3. Oktober 1885
- Karditsa–Drosero, 9. März 1886
- Drosero–Kalambaka, 16. Juni 1886

### Weitere Entwicklung
Beide Strecken wurden als Schmalspurbahnen mit einer Spurweite von 1000 mm errichtet. Die Lokomotiven wurden hauptsächlich von der Lokomotivfabrik Tubize in Belgien beschafft. 1895 und 1903 erfuhr das Streckennetz der Thessalischen Schmalspurbahnen noch eine Ergänzung durch die in Spurweite 600 mm ausgeführte Pilionbahn.
Mit Eröffnung der normalspurigen Bahnstrecke von Athen nach Larisa 1908, heute Bestandteil der Magistrale von Athen nach Thessaloniki, verloren die Thessalischen Schmalspurbahnen ihr Transportmonopol in der Region, ein herber ökonomischer Rückschlag, von dem sie sich nicht mehr erholten. An der Kreuzung der neuen Strecke mit der Schmalspurbahn Volos–Kalambaka wurde der Bahnhof Paleofarsalos errichtet, der weit abseits nennenswerter Ansiedlungen liegt. Er wurde über eine kurze Stichbahn an die Schmalspurbahn angebunden.
Zum Ausgleich der Fahrzeugverluste, die der Zweite Weltkrieg und Griechische Bürgerkrieg hinterlassen hatten, wurden von den Thessalischen Eisenbahnen einige gebrauchte Dampflokomotiven der Schweizer Brünigbahn und YSteC G 4/4 4 sowie ab 1951 sechs neue ölgefeuerte Dampflokomotiven von Jung beschafft. Ebenfalls ab 1951 folgten insgesamt 14 Dieseltriebwagen von Breda aus Italien.

### Ende
1955 wurden die Thessalischen Eisenbahnen verstaatlicht und in die Staatsbahngesellschaft SEK (Sidirodromoi Ellinikou Kratos), Vorläufer der heutigen OSE, integriert. Diese baute bis 1962 die Strecke Larisa–Velestino auf Regelspur um, der sich zwischen Velestino und Volos eine vollständig neu trassierte Normalspurstrecke anschloss. Im Bahnhof Volos wurden die Gleisanlagen teilweise zu Mehrschienengleisen für Fahrzeuge aller sich dort treffenden Spurweiten umgebaut.

## Nachklang
Bis zur Anschaffung von fünf neuen MAN-Triebwagen noch Anfang der 1990er Jahre kamen immer wieder alte, noch brauchbare Fahrzeuge der Peloponnes-Schmalspurbahnen nach Thessalien. Bei diesen mussten dann jedoch die Zug- und Stoßvorrichtungen umgebaut werden, da die Fahrzeuge der Thessalischen Schmalspurbahn vergleichbar mit tunesischen Meterspurfahrzeugen mit Seitenpuffern ausgestattet waren. Die meterspurigen MAN-Regionalverkehrstriebwagen der späteren Reihe 6521 wurden schließlich vom Hersteller mit Aufnahmen für Puffer und Kupplungen nach thessalischer und Peloponnesnorm geliefert. Nach Einstellung des schmalspurigen Betriebs 1998 wurden die Triebwagen auf den Peloponnes gebracht.